# Tamašek
Tamašek je jazyk afrických Tuaregů, nebo skupina velmi blízkých vzájemně srozumitelných jazyků. Jejich vlastní označení tamahaq, tamajaq, tamajeq, tamašeq jsou dialektickými varietami stejného slova. Tamašek patří do větve berberských jazyků. Má přes 1,2 miliónu rodilých mluvčích, kteří žijí především v Nigeru, Mali, Alžírsku a dále v Burkině Faso a Libyi.
Někdy je tamašek nesprávně vydáván za jazyk všech Berberů, ale ti hovoří i jinými jazyky - kabylštinou v Alžírsku, tamazightem a tašelhitem v Maroku.

## Dělení
Tradiční věda považuje tamašek za jazyk, který se rozpadá na několik jednotlivých dialektů. Současná věda se zhruba od druhé poloviny 20. století přiklání k názoru, že jde spíše o jednotlivé jazyky. Níže uvedené dělení je uvedeno podle Ethnologue.
| jazyková podskupina | jazyk                 | odhadovaný počet mluvčích | zkratka | oblast                 | písmo            | poznámka                                |
| ------------------- | --------------------- | ------------------------- | ------- | ---------------------- | ---------------- | --------------------------------------- |
| severní             | tamahaq (tahaggart)   | 62 000                    | thv     | Alžírsko, Libye, Niger | arabské, tifinaġ |                                         |
| jižní               | tamajaq (tawallammat) | 640 000                   | ttq     | Niger, Mali            | latinka, tifinaġ | přechodně v důsledku kočování i Nigérie |
| jižní               | tamajeq (tayart)      | 250 000                   | thz     | Niger                  | latinka, tifinaġ |                                         |
| jižní               | tamašeq               | 280 000                   | taq     | Mali, Burkina Faso     | latinka, tifinaġ |                                         |

## Hlásky a jejich zápis

### Písmo
Tamašek je zapisován několika druhy písem. Nejstarší z nich je tifinagh (berberské písmo), které se píše zleva doprava a které se vyvinulo z punského písma. Původně mělo méně znaků, ale jejich počet časem vzrostl. Ve 20. století vznikla úpravou písma tifinagh nová abeceda, která se používá především v Libyi a Maroku, v Nigeru je nazývána šifinagh. Pro zápis tamašku se tifanagh používá omezeně, především pro psaní zaklínadel nebo na posvátných místech, kde je vyžadován klid.
S islámem proniklo k Tuaregům arabské písmo. Používají ho především kmeny, které jsou více zapojeny do islámského školství. Písmo je upravené pro berberské jazyky a o jeho pravopisu jsou jen malé znalosti.
Latinka se používá pro zápis tamašku především v jižních státech svého rozšíření. V Mali byla standardizována již v r. 1967 v rámci národního alfabetizačního programu DNAFLA (Direction Nationale de l'Alphabétisation Fonctionnelle et de la Linguistique Appliquée). V r. 1982 byla tato abeceda upravena - zejména byly přidáním diakritických znamének a zvláštních znaků odstraněny spřežky. Toto písmo se používá též v rámci alfabetizačního programu v Burkině Faso a s drobnými úpravami je použito v tamašsko-francouzském lexikonu. Naproti tomu v Nigeru byl v r. 1999 zaveden přepis poněkud odlišný.

### Fonologie
Samohlásky jsou dlouhé [a:], [e:], [i:], [o:] a [u:] a krátké [ə] a [æ]. Systém souhlásek se silně podobá arabskému. Z faryngalizovaných souhlásek [tˤ], [lˤ], [sˤ], [dˤ], [zˤ] jsou [lˤ] a [sˤ] používány pouze ve výpůjčkách z arabštiny. Fonémy [h] a [ʕ] se vyskytují nářečně ve slovech z arabštiny a obecně mají tendenci k výslovnosti [x], resp. [ɣ].
Následující tabulka uvádí fonémy tamašku a přepis do latinky dle Omniglota s poznámkami v případě odchýlení. Přepis do tifinaghu a arabského písma, který je převzat od Suldowa, je označen *, ostatní je z anglické wikipedie.
| hláska | latinka (Mali) | latinka (Niger) | tradiční tifinagh | rozšířený tifinagh | moderní tifinagh | arabské písmo | poznámka                                                   |
| ------ | -------------- | --------------- | ----------------- | ------------------ | ---------------- | ------------- | ---------------------------------------------------------- |
| a      | A a            | A a             | *                 |                    |                  | ا             | anglická wikipedie uvádí pro výslovnost [æ]                |
| a:     |                | Â â             |                   |                    |                  |               |                                                            |
| æ      | Ă ă            | Ă ă             |                   |                    |                  |               |                                                            |
| b      | B b            | B b             | *                 |                    |                  | ب             |                                                            |
| d͡ʒ     |                | C c             |                   |                    |                  |               | Sudlow foném neuvádí                                       |
| d      | D d            | D d             |                   |                    |                  | د             | anglická wikipedie uvádí foném [j]                         |
| dˁ     | Ḍ ḍ            | Ḍ ḍ             | *                 |                    |                  | ض             | anglická wikipedie uvádí foném [ðˤ]                        |
| e      | E e            | E e             |                   |                    |                  |               |                                                            |
| e:     |                | Ê ê             |                   |                    |                  |               |                                                            |
| ə      | Ǝ ǝ            | Ǝ ǝ             |                   |                    |                  |               |                                                            |
| f      | F f            | F f             |                   |                    |                  | ف             |                                                            |
| g      | G g            | G g             |                   |                    |                  | گ             |                                                            |
| ɣ      | Ɣ ɣ            | Ɣ ɣ             | *                 |                    |                  | ﻍ             |                                                            |
| h      | H h            | H h             | *                 |                    |                  | ھ             | Sudlow uvádí arabský přepis ﻩ                              |
| ħ      | Ḥ ḥ            |                 |                   |                    |                  | ?ﺡ            |                                                            |
| i      | I i            | I i             |                   |                    |                  |               |                                                            |
| i:     |                | Î î             |                   |                    |                  |               |                                                            |
| ɟ*ʒ    | J j            | Ǧ ǧ             |                   |                    |                  | ﭺ             |                                                            |
| k      | K k            | K k             | *                 |                    |                  | ک             | anglická wikipedie uvádí                                   |
| l      | L l            | L l             |                   |                    |                  | ﻝ             | anglická wikipedie uvádí foném [j]                         |
| lˤ     | Ḷ ḷ            | Ḷ ḷ             |                   |                    |                  |               |                                                            |
| m      | M m            | M m             | *                 |                    |                  | ﻡ             |                                                            |
| n      | N n            | N n             | *                 |                    |                  | ن             |                                                            |
| ŋ      | Ŋ ŋ            | Ŋ ŋ             |                   |                    |                  | ڭ             |                                                            |
| o:     | O o            | O o             |                   |                    |                  |               |                                                            |
| o:     |                | Ô ô             |                   |                    |                  |               |                                                            |
| p      |                | P p             |                   |                    |                  |               | Sudlow foném neuvádí                                       |
| q      | Q q            | Q q             | *                 |                    |                  | ﻕ             |                                                            |
| r      | R r            | R r             | *                 |                    |                  | ﺭ             | Sudlow foném neuvádí                                       |
| s      | S s            | S s             | *                 |                    |                  | ﺱ             |                                                            |
| sˁ     | Ṣ ṣ            | Ṣ ṣ             | *                 |                    |                  | ﺹ             | anglická wikipedie uvádí                                   |
| ʃ      | Š š            | Š š             |                   |                    |                  | ﺵ             |                                                            |
| t      | T t            | T t             |                   |                    |                  | ﺕ             |                                                            |
| tˤ     | Ṭ ṭ            | Ṭ ṭ             |                   |                    |                  | ﻁ             |                                                            |
| u      | U u            | U u             |                   |                    |                  |               | Sudlow uvádí arabský přepis ﻭ tedy jako foném [w]          |
| u:     |                | Û û             |                   |                    |                  |               |                                                            |
| w      | W w            | W w             |                   |                    |                  | ﻭ             | foném [w] převzat z anglické wikipedie, Omniglot uvádí [x] |
| x      | X x            | X x             |                   |                    |                  | ﺥ             |                                                            |
| j      | Y y            | Y y             |                   |                    |                  | ي             |                                                            |
| z      | Z z            | Z z             | *                 |                    |                  | ﺯ             |                                                            |
| ʒ      | Ž ž            | J j             | *                 |                    |                  | ﺝ             | anglická wikipedie uvádí                                   |
| zˁ     | Ẓ ẓ            | Ẓ ẓ             | *                 |                    |                  | ﻅ             | anglická wikipedie uvádí                                   |
| ʕ      | ʔ ʔ            | J̌ ǰ             |                   |                    |                  |               | ?                                                          |
|        | (ç)            |                 |                   |                    |                  | ﻉ             | Sudlow uvádí jako dvojhlásku                               |